# Katja Snoeijs
Katja Snoeijs (* 31. August 1996 in Amsterdam) ist eine niederländische Fußballspielerin. Sie spielt seit 2019 für die A-Nationalmannschaft und seit 2022 für den FC Everton.

## Karriere

### Vereine
Snoeijs spielte von 2015 bis 2017 für SC Telstar bzw. 2018 für VV Alkmaar in der Eredivisie und war in den Spielzeiten 2016/17 und 2017/18 mit 21 bzw. 25 Toren Torschützenkönigin. Zur Saison 2018/19 wechselte sie zur PSV Eindhoven, wo sie in ihrer ersten Saison 20 Tore erzielte. Nach der ersten Punktspielrunde stand sie mit der PSV auf Platz 1, in der Meisterschaftsrunde fielen sie dann aber auf den dritten Platz zurück. In der Saison 2019/20 standen sie im Februar 2020 nach 12 Spielen auf Platz 1, dann wurde die Saison für Spiele der Nationalmannschaft beim Tournoi de France unterbrochen. Wegen der COVID-19-Pandemie wurde die Saison zunächst nicht fortgesetzt, am 22. April aber abgebrochen. Mit 13 Toren lag sie zu dem Zeitpunkt auf Platz 2 der Torschützinnenliste hinter ihrer Mitspielerin Joëlle Smits, die 16 Tore erzielt hatte. Im August wechselte sie dann zu Girondins Bordeaux in die Division 1 Féminine. Hier konnte sie gleich im ersten Spiel beim 4:4 gegen Stade Reims zwei Tore erzielen. In der Qualifikation zur UEFA Women’s Champions League 2021/22 erreichte sie mit Bordeaux nach Siegen gegen Slovácko und Kristianstads DFF die zweite Runde wo sie, nachdem beide Mannschaften ihr Heimspiel mit 3:2 gewonnen hatten, im Elfmeterschießen gegen den VfL Wolfsburg ausschieden. Dabei hatte sie in beiden Spielen jeweils das Tor zum 1:1 geschossen. Im Elfmeterschießen kam sie nicht zum Zuge, da ihre ersten drei Mitspielerinnen verschossen, die Gegnerinnen aber dreimal trafen.
Im Juli 2022 erhielt sie einen Zweijahresvertrag beim FC Everton.

### Nationalmannschaft
Im Januar 2018 wurde Katja, die nie für die U-17 oder U-19 spielte, für ein A-Länderspiel gegen Spanien nominiert, saß bei der 0:2-Niederlage aber nur auf der Bank. Auch beim Algarve-Cup 2019 im März gehörte sie zum Kader, saß aber zweimal nur auf der Bank. Im Mai und Juni 2019 bestritt sie dann zwei Spiele mit der U-23-Mannschaft und erzielte beim 1:4 gegen England und 1:0 gegen Schweden die Tore für ihre Mannschaft.
Am 8. November 2019 debütierte sie dann in der niederländischen Fußballnationalmannschaft der Frauen. Im EM-Qualifikationsspiel gegen die Türkei wurde sie in der 72. Minute für Vivianne Miedema eingewechselt. Nach der COVID-19-bedingten Länderspielpause wurde sie dann in den letzten vier Spielen der EM-Qualifikation eingesetzt und erzielte dabei sieben Tore in 290 Minuten, womit sie die beste Quote aller Spielerinnen mit mindestens sechs Toren hat.
In den Spielen der Qualifikation für die WM 2023 saß sie viermal nur auf der Bank.
Für die EM-Endrunde wurde sie als Stand-by-Spielerin nominiert.
Am 30. Juni 2023 wurde sie für die WM-Endrunde nominiert, kam in jedem der fünf Spiele ihres Teams zum Einsatz und schied mit ihrer Mannschaft im Viertelfinale gegen die Spanierinnen nach Verlängerung aus. Sie erzielte ein Tor während des Turniers.
Da erstmals das Abschneiden bei der WM für die europäischen Teams nicht entscheidend für die Qualifikation zu den Olympischen Spielen 2024 war, hatten die Niederländerinnen noch die Chance sich über die UEFA Women’s Nations League 2023/24 für die Spiele in Paris zu qualifizieren. Sie konnten sich als Gruppengegner für das Final Four Turnier qualifizieren, bei dem um zwei Olympiatickets gespielt wurde. Im Halbfinale verloren sie aber gegen Weltmeister Spanien, der sich damit erstmals für die Olympischen Spiele qualifizierte und im Spiel um Platz 3 trotz Heimrecht gegen Deutschland. Snoeijs wurde in drei Gruppenspielen und den beiden Final-Four-Spielen jeweils eingewechselt.
In der erfolgreichen Qualifikation für die EM 2025 wurde sie in den sechs Gruppenspielen jeweils in der Schlussphase eingewechselt. Sie wurde auch für die EM-Endrunde 2025 nominiert. Dort kam sie in den drei Gruppenspielen aber nicht zum Einsatz, nach denen die Niederländerinnen ausschieden.

## Erfolge
- Torschützenkönigin der Eredivisie 2016/17 und 2017/18